# سن-تریویه-دو-کورت
سن-تریویه-دو-کورت (به فرانسوی: Saint-Trivier-de-Courtes) یک کمون در فرانسه است که در Canton of Saint-Trivier-de-Courtes واقع شده‌است.

## خصوصیات
سن-تریویه-دو-کورت ۱۶٫۵۳ کیلومترمربع مساحت و ۹۷۵ نفر جمعیت دارد.